# Jerzy Gosiewski
Jerzy Antoni Gosiewski (Maków Mazowiecki; 20 de Novembro de 1952 — ) é um político da Polónia. Ele foi eleito para a Sejm em 25 de Setembro de 2005 com 3782 votos em 35 no distrito de Olsztyn, candidato pelas listas do partido Prawo i Sprawiedliwość.